# Палм-Рояль
«Палм-Рояль» (англ. Palm Royale) — комедийный мини-сериал, основанный на романе Джульет Макдэниел «Mr. & Mrs. American Pie». Премьера состоялась 20 марта 2024 года. Несмотря на весьма сдержанные оценки, «Палм-Рояль» получил три номинации на премию «Эмми»: «Лучший комедийный сериал», «Лучшая актриса» (Кристен Уиг) и «Лучшая актриса второго плана» (Кэрол Бёрнетт).

## Сюжет
Главная героиня Максин стремится закрепиться в высшем обществе Палм-Бич, в процессе узнавая, на что она готова и не готова пойти ради этого.

## В ролях
- Кристен Уиг — Максин Симмонс
- Лора Дерн — Линда
- Эллисон Дженни — Эвелин
- Лесли Бибб — Дина
- Рики Мартин — Роберт
- Джош Лукас — Дуглас
- Кэрол Бёрнетт — Норма

## Производство
В феврале 2022 года было объявлено, что компания Apple TV+ заказала десятисерийный сериал с Кристен Уиг и Лорой Дерн в главных ролях. Сценаристами проекта были назначены Эйб Сильвия и Тейт Тейлор. В мае к актерскому составу присоединились Эллисон Дженни, Лесли Бибб, Рики Мартин и Джош Лукас. В июне был объявлен дополнительный кастинг, роли получили: Кэрол Бернетт, Эмбер Чардэ Робинсон, Джордан Бриджес, Кайя Гербер и Джулия Даффи. Первоначальным названием сериала было «Миссис Американский пирог», что отсылало к названию первоисточника.

## Список эпизодов

### Сезон 1 (2024)
| № общий | № в сезоне | Название                                                   | Режиссёр     | Автор сценария <             | Дата премьеры  |
| ------- | ---------- | ---------------------------------------------------------- | ------------ | ---------------------------- | -------------- |
| 1       | 1          | «Максин приезжает на Палм-Бич» «Maxine Goes to Palm Beach» | Тейт Тейлор  | Абе Сильвия                  | 20 марта 2024  |
| 2       | 2          | «Максин спасает кошку» «Maxine Saves a Cat»                | Тейт Тейлор  | Шери Холман                  | 20 марта 2024  |
| 3       | 3          | «Максин - как Деллакорт» «Maxine Like a Dellacorte»        | Абе Сильвия  | Шерр Уайт                    | 20 марта 2024  |
| 4       | 4          | «Максин идет на риск» «Maxine Rolls the Dice»              | Абе Сильвия  | Бекки Мод                    | 27 марта 2024  |
| 5       | 5          | «Максин запускат цепную реакцию» «Maxine Shakes the Tree»  | Стефани Лэнг | Эмма Рэтбоун                 | 3 апреля 2024  |
| 6       | 6          | «Максин принимает меры» «Maxine Takes a Step»              | Стефани Лэнг | Селеста Хаги                 | 10 апреля 2024 |
| 7       | 7          | «Максин сажает принца» «Maxine Bags a Prince»              | Абе Сильвия  | Логан Фост и Шери Холман     | 17 апреля 2024 |
| 8       | 8          | «Максин спасает кита» «Maxine Saves the Whale»             | Клер Скэнлон | Шерр Уайт                    | 24 апреля 2024 |
| 9       | 9          | «Максин поднимает шум» «Maxine Makes a Splash»             | Клер Скэнлон | Келли Хатчинсон              | 1 мая 2024     |
| 10      | 10         | «Максин Устраивает вечеринку» «Maxine Throws a Party»      | Тейт Тейлор  | Келли Хатчинсон и Шери Холмс | 8 мая 2024     |

## Отзывы критиков
Рейтинг сериала на сайте Rotten Tomatoes составляет 56%, на основе 68 отзывов критиков. На портале Metacritic проект набрал 57 баллов из 100 (базируясь на 28 рецензиях), что приравнивается к «смешанным или средним оценкам».